# 喬爾尼波季克 (伊爾沙瓦區)
48°24′29″N 22°59′52″E / 48.40806°N 22.99778°E
喬爾尼波季克（烏克蘭語：Чорний Потік）是烏克蘭西部的村莊，隸屬外喀爾巴阡州的胡斯特區。該村始建於1600年，面積1.52平方公里，海拔高度385米，2001年人口1,013，人口密度每平方公里670人。